# 王翀 (導演)
王翀（1982年1月—），新浪潮戏剧导演。

## 生平
北京大学法学士、夏威夷大学戏剧硕士，纽约大学访问学者。2012年，王翀发起了新浪潮戏剧运动，发表《新浪潮戏剧宣言》。《雷雨2.0》被新京报评为中国小剧场戏剧30年十佳。
2013年，《地雷战2.0》获东京国际剧场艺术节大奖。
2016年，由李静编剧、王翀导演、赵立新主演的《大先生》在国家话剧院首演时引起轰动，在巡演9场后被禁演，新京报在年度盘点中将其评为2016年度最佳华语戏剧。
王翀相继在台湾、韩国、日本、新加坡、澳大利亚、以色列、荷兰、爱尔兰开设工作坊，向各国的导演和演员教授新浪潮戏剧方法。
2017年，他自己设计了完全无电的住宅“停电亭”，并开始搬入居住。
2018年，《茶馆2.0》获壹戏剧大赏最佳小剧场作品奖，同时，王翀获年度最佳导演提名。
2020年，新冠疫情爆发。在武汉封城期间，王翀导演了中国首部线上戏剧《等待戈多》2.0版，赋予其全新解读，创作和制作过程全部线上完成，横跨北京、武汉、大同、广州等地，单场演出吸引29万观众，创下纪录。王翀继而发表了《线上戏剧宣言》，呼唤更多的线上艺术。
2021年，王翀在香港艺术节上导演了线上戏剧《鼠疫》，进一步反思疫情的全球化，演员团队来自中国、美国、巴西、英国、南非和黎巴嫩，技术团队来自香港，设计团队则来自澳大利亚。
2024年，王翀导演了中国首部人工智能戏剧《躺平2.0》，用3个AI全流程参与编剧、表演、作曲、翻译和海报设计，在乌镇戏剧节和鼓楼西剧场演出32场，全部提前售罄。
2025年，王翀的《中国制造2.0》入围柏林戏剧节论坛单元，成为在该戏剧节上演的首部中国戏剧。王翀担任柏林戏剧节青年训练营导师，以“重新画线”为主题，与12位来自世界各地的青年戏剧人开展工作坊。
王翀的导演作品，受邀参加多个国际艺术节，成为它们历史上的首部中国戏剧：纽约雷达之下艺术节、柏林戏剧节、格罗宁根北日艺术节、鹿特丹选择艺术节、卡利亚里原型艺术节、摩德纳前沿艺术节、墨尔本亚太表演艺术三年展、以色列艺术节，以及利贺亚洲导演戏剧节。

## 导演作品
| 时间      | 作品名称                                    | 记录     | 巡演履历 | 获奖及评价                                               |
| --------- | ------------------------------------------- | -------- | --- | -------------------------------------------------------- |
| 2024-2025 | 《躺平2.0》                                 | 首演     | 乌镇、北京 |                                                          |
| 2023-2025 | 《中国制造2.0》                             | 首演     | 波士顿、墨尔本、格罗宁根、达累斯萨拉姆、阿德莱德、槟城、金边、纽约汉密尔顿、普埃布拉、哈瓦那、佩雷拉、柏林、符拉迪沃斯托克 | 提名2024澳大利亚绿屋奖最佳编剧                           |
| 2021-2022 | 《存在与时间2.0》                           | 首演     | 广州、佛山 | 提名2022华语戏剧盛典最佳创新剧目                         |
| 2021      | 《鼠疫》                                    | 线上首演 | 演员身处武汉、纽约、伦敦、贝鲁特、里约热内卢、约翰内斯堡                                                                   |                                                          |
| 2020      | 《等待戈多》                                | 线上首演 | 演员身处武汉、北京、大同                                                                                                   | 2021华语戏剧盛典特别贡献奖；2021壹戏剧大赏年度媒体关注奖 |
| 2019      | 《天堂隔壁是疯人院》                        |          | 上海 |                                                          |
| 2019-2024 | 《我们从何处来，我们是谁，我们向何处去2.0》 | 首演     | 北京、乌镇、摩德纳、卡利亚里                                                                                               | 编剧马楚怡获《新京报》年度新锐戏剧人提名                 |
| 2017      | 《激吻2.0》                                 | 首演     | 东京 |                                                          |
| 2017      | 《雀去冬来》                                | 首演     | 东京 |                                                          |
| 2017      | 《茶馆2.0》                                 | 首演     | 北京 | 壹戏剧大赏2018年度最佳小剧场戏剧                         |
| 2017      | 《小皇帝》                                  | 首演     | 墨尔本 | 主演林晓洁获绿屋奖最佳女主角提名                         |
| 2016      | 《大先生》                                  | 首演     | 北京、杭州、绍兴、上海 | 《新京报》2016年度最佳华语戏剧                           |
| 2015-2021 | 《平行宇宙爱情演绎法》                      | 中文首演 | 北京、西安、苏州、重庆、上海、乌镇、格罗宁根、纽约、澳门、佛山                                                             | 主演王小欢获《新京报》2015年度新锐戏剧人                 |
| 2015      | 《样板戏2.0》                               | 首演     | 新加坡 |                                                          |
| 2015      | 《中国底层访谈录》                          | 首演     | 赫尔辛格 |                                                          |
| 2014-2018 | 《群鬼2.0》                                 | 首演     | 首尔、北京、东京、桃园、台北、上海、乌镇、格罗宁根                                                                         | 主演佟蒙获“好戏”2015年度最佳女配角                       |
| 2013-2014 | 《地雷战2.0》                               | 首演     | 东京、杭州、北京、上海 | 东京艺术节大奖                                           |
| 2013      | 《爱神》                                    | 首演     | 纽约 |                                                          |
| 2012-2015 | 《一镜一生易卜生》                          | 首演     | 北京、鹿特丹、广州、上海、奥斯陆、阿德莱德                                                                                 | 《文艺生活周刊》2012年度中国十佳演出                     |
| 2012      | 《海上花2.0》                               | 首演     | 上海 |                                                          |
| 2012-2013 | 《乔布斯的美丽与哀愁》                      | 中文首演 | 北京、上海、苏州、无锡、太仓                                                                                               |                                                          |
| 2012      | 《椅子2.0》                                 | 首演     | 利贺、北京 |                                                          |
| 2012-2018 | 《雷雨2.0》                                 | 首演     | 北京、台北、耶路撒冷、纽约                                                                                                 | 《新京报》中国小剧场戏剧1982-2012十佳剧目                |
| 2011-2013 | 《中央公园西路》                            | 中文首演 | 北京、深圳、杭州、郑州、长沙、宁波、上海、台北、天津                                                                       |                                                          |
| 2010-2011 | 《哈姆雷特机器》                            | 大陆首演 | 北京、杭州、阿维尼翁 |                                                          |
| 2010      | 《京具》                                    | 首演     | 北京、上海 |                                                          |
| 2009      | 《渴爱crave》                               | 大陆首演 | 北京 |                                                          |
| 2009-2011 | 《自我控诉》                                | 大陆首演 | 北京、香港、深圳、上海、伦敦                                                                                               | 《中国文化报》“新生代导演中最具实验气质”                 |
| 2009-2015 | 《阴道独白》                                | 大陆首演 | 北京、上海、深圳、长沙、杭州、天津                                                                                         | 美国《时代周刊》“一系列的售罄演出，造成轰动”             |
| 2008-2012 | 《电之驿站》                                | 首演     | 北京、纽约、魁北克、爱丁堡、上海                                                                                           |                                                          |
| 2007-2009 | 《阿拉伯之夜》                              | 中文首演 | 北京 |                                                          |
| 2006      | 《哈姆雷特主义》                            | 首演     | 檀香山、北京 |                                                          |

## 获奖
- 2024澳大利亚绿屋奖最佳编剧提名：《中国制造2.0》
- 2022华语戏剧盛典最佳创新剧目提名（奖项空缺）：《存在与时间2.0》
- 2021壹戏剧大赏媒体关注奖：《等待戈多》2.0版
- 2020哈佛大学拉德克利夫奖金
- 2018壹戏剧大赏最佳小剧场戏剧：《茶馆2.0》
- 2016新京报年度最佳华语戏剧：《大先生》
- 2015日本世尊艺术奖金
- 2013东京艺术节大奖：《地雷战2.0》
- 2012亚洲文化协会奖金
- 2012新京报年度新锐艺术家
- 2012利贺亚洲导演戏剧节评委会奖：《椅子2.0》
- 2009蒙洛里爱国际戏剧节大奖提名：《电之驿站》
- 2007中国译协韩素音青年翻译奖亚军